# GamesTM
A GamesTM (gamesTM-ként stilizálva) egy brit székhelyű videójáték-magazin, PlayStation 3, Xbox 360, Wii, GameCube, Xbox, PlayStation 2, PC, Game Boy Advance, PlayStation Portable, Nintendo DS és Arcade platformok játékaival foglalkozik. Az első lapszáma 2002 decemberében jelent meg. 2008 óta a GamesTM Németországban is elérhetővé vált, majd később Hollandiában és Belgiumban is.
A mára már megszűnt 576 Konzol főszerkesztője; Martin állítása szerint a GamesTM olyan mint amilyenre a saját újságát szerette volna készíteni.

## Felépítés
Amellett, hogy írnak az összes jelenlegi és közelmúltbéli videojátékokkal kapcsolatos eseményekről, a magazin tartalmaz egy retro részt is a hátsó szakaszában; régmúlt játékok tesztjeivel és régebbi konzolok „csatáival”.
Minden lapszám 180 oldal hosszú. A hírek és interjúk általában a lap első felében találhatóak meg, amiket az előzetesek követnek. Az előzetesek után általában egy hosszabb; 4-5 oldalas cikk következik, ami egy bizonyos játékról vagy vállalatról szól. A magazint az olvasói levelek zárják.

## Rovatok
Majdnem minden hónapban szerepel a „Letter from America” rovat, amit Gray „The Shape” Nicholson ír az Amerikában töltött idejéről. Ennek a japán megfelelője a „Kongetsu”, ami Tim Rogers tollából ered. A Kongetsu az eddigi összes lapszámban megjelent. A 62. lapszámtól (2007 november) a magazinban szerepel a „Reader's Column” rovat is, amelyben az olvasók mondhatják el a véleményüket az újsággal kapcsolatban.

## Célközönség
Az újság, hasonlóan az Edge magazinhoz a felnőtt olvasókat célozza meg.

## Tesztek
A játékokat tízes skálán értékelik, maximális 10-es pontszámot csak nagyon kevés játék ért el. Ugyan sok játék ért el 9-es pontszámot, eddig csak tizenegy játék kapott maximálisat:
- Metroid Prime
- Burnout 3
- Gears of War
- God of War II
- Bioshock
- Grand Theft Auto IV
- Fallout 3
- Demon's Souls
- Mass Effect 2
- Super Mario Galaxy 2

Ezeken felül a Project Gotham Racing 2, a Halo 3, a LittleBigPlanet és Monster Hunter Tri online játékmódjai 10 pontot kaptak, viszont a single-player módjaik csak 8-at vagy 9-et.
A magazin játékokkal kapcsolatos hardvereket, valamint az Xbox Live-al kapcsolatos dolgokat is elkezdtek tesztelni. Ezek általában az Xbox Live Marketplace-en megvásárolható játékok és Live funkcióval ellátott játékok voltak.

## Története
2006 januárjában bizonytalanná vált a magazin jövője mivel annak kiadója; a Highbury Entertainment 27 millió fontos adósságot halmozott fel. Egyetlen előfizető sem kapta meg a 40. lapszámot és a következőt (41.) már az újságárusoknál sem lehetett kapni. Ezen idő alatt nem voltak elérhetőek a magazin alkalmazottjai. Az újság weboldala megszűnt, de néhány nap múlva újraindult.
2006. január 20-án az Imagine Publishing bejelentette, hogy a GamesTM mellett még 23 másik Highbury által kiadott újságot felvásárolt.
Az Imagine Publishing folytatta a GamesTM kiadását a 41. lapszámmal, ami 2006 februárjában jelent meg.
A 42. lapszám 2006. március 23-án jelent meg egy magyarázattal a bevezetőben; amelyben bemutatták az új szerkesztőket, valamint elmondták, hogy a magazin fejlődésen fog átlépni. Az újság azóta is havonta jelenik meg.
A 62. lapszámban bekövetkezett a 42.-ben említett „fejlődés”; amikor a magazin az első nagyobb szabású átalakításon esett keresztül. Ugyan az újság tartalma változatlan maradt, teljes arculatváltást hajtottak végre és két új rovat; az „Illustrated” és a "Reader's View".
2006-ban jelent meg a GamesTM ötvenedik lapszáma.
2008 március 3-tól 2009 december 2-ig a GamesTM német nyelvű változata (két)havonta megjelent Németországban, Ausztriában és Svájcban.
2008. április 1-jén megjelent a GamesTM holland nyelvű kiadása.
A 2010 szeptemberi számmal ünnepelte a GamesTM a századik lapszámát 100 eltérő borítóval, mindegyikből 400-at nyomva.